# János Koós
János Koós (n. 20 noiembrie 1937, București, România – d. 3 martie 2019, Budapesta, Ungaria) (n. Kupsa) a fost un muzician maghiar din România.